# Klaus Wöller
Klaus Wöller (Hannover, Alemania Federal; 23 de abril de 1956 – 14 de diciembre de 2024) fue un balonmanista alemán que jugó en la posición de guardameta.

## Carrera

### Club
Jugó de 1976 a 1987 en los equipos Arminia Hannover, TV Grambke, TV Háttenberg, TuS Nettelstedt, TSV Milbertshofen, HB Dússeldorf y HSV Suhl; fue campeón de copa nacional y campeón de Europa en 1981.

### Selección nacional
Debutó con la selección nacional el 20 de noviembre de 1976 ante Rumania en Ploiesti. Jugó 27 partidos internacionales hasta diciembre de 1985, siendo campeón mundial en 1982 y medallista de plata en Los Ángeles 1984.

## Logros

### Club
- Copa Europea de Balonmano (1): 1981
- Copa de Alemania de balonmano (1): 1981

### Selección nacional
- Campeonato Mundial de Balonmano Masculino (1): 1982